# نيفيل ميتشيل
نيفيل ميتشيل (بالإنجليزية: Neville Mitchell)‏ هو لاعب اتحاد الرغبي نيوزلندي، ولد في 22 نوفمبر 1913 في إنفركارجل في نيوزيلندا، وتوفي في 21 مايو 1981 في أوكلاند في نيوزيلندا.

## وصلات خارجية
- نيفيل ميتشيل عل موقع إسبنسكروم (الإنجليزية)